# Könderitz
Könderitz is een plaats in de Duitse gemeente Elsteraue, deelstaat Saksen-Anhalt, en telt 753 inwoners (1993).